# Flemingsburg
Flemingsburg er en amerikansk by og administrativt centrum for det amerikanske county Fleming County i staten Kentucky. I 2000 havde byen et indbyggertal på 3.010.

## Ekstern henvisning
37°45′28″N 87°7′6″V / 37.75778°N 87.11833°V